# Мојсиње (Чачак)
Мојсиње је насеље у Србији у општини Чачак у Моравичком округу. Према попису из 2022. било је 759 становника.
Црква Успења Пресвете Богородице у Мојсињу подигнута је на месту где је 1833. године сахрањен војвода Рака Левајац, а чији су потомци 2009. године су у цркви поставили спомен плочу. Овде је живела попадија Радојка, удова Вучка Башића, која је 1940. године  била „једна од најстаријих жена у Југославији”.

## Демографија
У насељу Мојсиње живи 687 пунолетних становника, а просечна старост становништва износи 41,5 година (40,0 код мушкараца и 42,9 код жена). У насељу има 277 домаћинстава, а просечан број чланова по домаћинству је 3,14.
Ово насеље је великим делом насељено Србима (према попису из 2002. године), а у последња три пописа, примећен је пад у броју становника.
|  |

| Демографија | Демографија | Демографија |
| Година      | Становника  | Становника  |
| ----------- | ----------- | ----------- |
| 1948.       | 933         |             |
| 1953.       | 947         |             |
| 1961.       | 946         |             |
| 1971.       | 891         |             |
| 1981.       | 897         |             |
| 1991.       | 877         | 865         |
| 2002.       | 869         | 892         |
| 2011.       | 836         |             |

| Етнички састав према попису из 2002.‍ | Етнички састав према попису из 2002.‍ | Етнички састав према попису из 2002.‍ | Етнички састав према попису из 2002.‍ | Етнички састав према попису из 2002.‍ |
| ------------------------------------ | ------------------------------------ | ------------------------------------ | ------------------------------------ | ------------------------------------ |
|                                      |                                      |                                      |                                      |                                      |
| Срби                                 | Срби                                 |                                      | 827                                  | 95,16%                               |
| Црногорци                            | Црногорци                            |                                      | 32                                   | 3,68%                                |
| Југословени                          | Југословени                          |                                      | 6                                    | 0,69%                                |
| непознато                            | непознато                            |                                      | 3                                    | 0,34%                                |

| Година пописа     | 1948. | 1953. | 1961. | 1971. | 1981. | 1991. | 2002. |
| ----------------- | ----- | ----- | ----- | ----- | ----- | ----- | ----- |
| Број домаћинстава | 221   | 219   | 249   | 258   | 262   | 264   | 277   |

| Број чланова      | 1  | 2  | 3  | 4  | 5  | 6  | 7 | 8 | 9 | 10 и више | Просек |
| ----------------- | -- | -- | -- | -- | -- | -- | - | - | - | --------- | ------ |
| Број домаћинстава | 69 | 53 | 45 | 47 | 27 | 26 | 5 | 3 | 0 | 2         | 3,14   |

| Пол    | Укупно | Неожењен/Неудата | Ожењен/Удата | Удовац/Удовица | Разведен/Разведена | Непознато |
| ------ | ------ | ---------------- | ------------ | -------------- | ------------------ | --------- |
| Мушки  | 355    | 122              | 198          | 23             | 11                 | 1         |
| Женски | 367    | 53               | 202          | 95             | 16                 | 1         |
| УКУПНО | 722    | 175              | 400          | 118            | 27                 | 2         |

| Пол    | Укупно                    | Пољопривреда, лов и шумарство | Рибарство                            | Вађење руде и камена | Прерађивачка индустрија       |
| ------ | ------------------------- | ----------------------------- | ------------------------------------ | -------------------- | ----------------------------- |
| Мушки  | 201                       | 101                           | 0                                    | 6                    | 39                            |
| Женски | 140                       | 67                            | 0                                    | 3                    | 23                            |
| УКУПНО | 341                       | 168                           | 0                                    | 9                    | 62                            |
| Пол    | Производња и снабдевање   | Грађевинарство                | Трговина                             | Хотели и ресторани   | Саобраћај, складиштење и везе |
| Мушки  | 7                         | 9                             | 23                                   | 3                    | 4                             |
| Женски | 0                         | 1                             | 13                                   | 7                    | 0                             |
| УКУПНО | 7                         | 10                            | 36                                   | 10                   | 4                             |
| Пол    | Финансијско посредовање   | Некретнине                    | Државна управа и одбрана             | Образовање           | Здравствени и социјални рад   |
| Мушки  | 0                         | 1                             | 3                                    | 1                    | 0                             |
| Женски | 2                         | 0                             | 3                                    | 7                    | 10                            |
| УКУПНО | 2                         | 1                             | 6                                    | 8                    | 10                            |
| Пол    | Остале услужне активности | Приватна домаћинства          | Екстериторијалне организације и тела | Непознато            | Непознато                     |
| Мушки  | 3                         | 0                             | 0                                    | 1                    | 1                             |
| Женски | 3                         | 1                             | 0                                    | 0                    | 0                             |
| УКУПНО | 6                         | 1                             | 0                                    | 1                    | 1                             |